# 苏君红
苏君红（1937年4月9日—），上海人，红外技术专家，中国工程院院士。
1994年，获选中国工程院信息与电子工程学部院士。